# MILF (film)
Pour les articles homonymes, voir MILF (homonymie).
Pour plus de détails, voir Fiche technique et Distribution.
MILF est une comédie française réalisée par Axelle Laffont sortie en 2018.

## Synopsis
Cécile, Sonia et Élise, trois amies d’enfance, partent sur la Côte d'Azur afin de vider la maison de l’une d’entre elles pour pouvoir la mettre en vente. Durant ces quelques jours, elles rencontrent trois jeunes garçons, qui, amusés et attirés par ces femmes approchant la quarantaine, tentent de les séduire. Se prêtant au jeu, les trois amies vont prendre peu à peu conscience de leur pouvoir de séduction en tant que MILFs.

## Fiche technique
- Titre : MILF
- Réalisation : Axelle Laffont
- Scénario : Axelle Laffont, Lilou Fogli, Jean-François Halin et Jonathan Cohen[1]
- Photographie : Pierre Aïm
- Montage : Clémence Samson
- Costumes : Reem Kuzayli
- Décors :
- Musique : Hubert Cornet
- Producteur : Julien Madon
  - Coproducteur : Cédric Iland, Nadia Khamlichi et Adrian Politowski
  - Producteur délégué : Philippe Guez
- Production : Single Man Productions
  - Coproduction : Umedia
- Distribution : Studiocanal
- Pays d’origine :  France
- Genre : Comédie
- Durée : 96 minutes
- Date de sortie :
  - France : 2 mai 2018

## Distribution
| - Axelle Laffont interprète Élise. - Virginie Ledoyen interprète Cécile. - Marie-Josée Croze interprète Sonia. |

- Axelle Laffont : Élise
- Virginie Ledoyen : Cécile
- Marie-Josée Croze : Sonia
- Waël Sersoub : Paul
- Matthias Dandois : Julien
- Victor Meutelet : Markus
- Rémi Pedevilla : Thomas
- Florence Thomassin : Marie Christine
- Jéromine Chasseriaud : Louise
- Pauline Bression : Maya

## Production

### Genèse et développement
Axelle Laffont est réquisitionnée par un ami scénariste, Jérôme L'Hotsky, pour donner son sentiment quant à un nouveau script. Ce scénario est dans les grandes lignes le même que le film qui en résulte, à ceci près que les m.i.l.f. devaient être des hommes séduits par de jeunes femmes. Axelle Laffont lui suggère alors de modifier ce détail du scénario.
Si au départ le film devait se dérouler en Normandie sous la pluie, la réalisatrice avait envie « de liberté, liberté des vacances, de l’été, des envies et des corps ». Il paraissait important pour elle de mettre en valeur les femmes de plus de 40, de « redorer [leur image] (...) pas encore assez mise en valeur à notre époque ». C'est ainsi que le scénario à transposé l'action dans une plage du sud de la France.

### Attribution des rôles
Le rôle de Julien a été donné à un champion de BMX, Matthias Dandois. Axelle Laffont avait rencontré le jeune homme à Marseille lors d'une compétition.
Axelle Laffont a demandé à son frère Ben Molinaro de composer la musique originale du film, dont le titre qu'elle chante au générique de fin. Son second frère, Mathieu Molinaro, participa au montage, au making-of. C'est également lui qui joue le barman lorsqu'elles sont en boite, et qui interprète les musiques de rap.

### Tournage
Le tournage de la première comédie d'Axelle Laffont s'est déroulé sur la côte méditerranéenne française, plus précisément à Saint-Cyr-sur-Mer, à environ 10 km de La Ciotat. La réalisatrice avait passé une partie de ses vacances là-bas, notamment aux plages des Lecques, qui servirent de décors au film.

## Accueil

### Critique
En France, le site Allociné donne une moyenne de 2,7/5 après un recensement de 15 titres de presse.
Pour le site Écran Large, la comédie d'Axelle Laffont est « une enfilade de sketches gériatriques » qui « recycle mollement un concept [la différence d'âge] usé jusqu’à la corde ». En conclusion, le site résume sa pensée ainsi : « Prévisible et ringard, MILF évoque un vieux numéro de Jeune et Moisie aux pages collées par la crème solaire ».

### Box-office[4]
| Semaine du        | Entrées | Cumul   |
| ----------------- | ------- | ------- |
| 2 mai au 8 mai    | 72 330  | 72 330  |
| 9 mai au 15 mai   | 41 894  | 114 224 |
| 16 mai au 22 mai  | 7 841   | 122 065 |
| 23 mai au 29 mai  | 3 051   | 125 116 |
| 30 mai au 5 juin  | 1 851   | 126 967 |
| 6 juin au 12 juin | 341     | 127 308 |

Pour son premier jour d'exploitation dans les salles parisiennes, MILF attire 419 spectateurs et spectatrices dans les 11 cinémas qui le projettent, pour se classer en 4e position.

### Succès surprise outre atlantique
En juillet 2020, la plateforme de vidéo à la demande Netflix, intègre dans son catalogue américain la comédie signée Axelle Laffont. Si en France, le film fut un échec pour le cinéma, sur Netflix USA il atteint la 5e place du top 10 de la catégorie « contenus originaux ». C'est d'ailleurs un possible début de réponse quant à ce succès surprise. En effet, cette catégorie est connue pour attirer un public curieux de découverte.

## Autour du film
- L'acteur Waël Sersoub a confié dans un entretien pendant la période de promotion de la comédie, que lors d'une scène qui nécessitait un cache-sexe, ce dernier s'était enlevé, forçant l'acteur à momentanément continuer la scène nu[7].
- La réalisatrice s'est inspirée de différentes œuvres cinématographiques pour mettre en scène son film, comme Le Lauréat ou Un été 42. La réalisatrice avait également en « tête Spring Breakers et le ton de Mes meilleures amies qui peut aller très loin sans jamais tomber dans la vulgarité »[2].